# IPhone SE (3.ª geração)
A terceira geração do iPhone SE (referido às vezes como iPhone SE 2022 ou iPhone SE 3) é um smartphone da linha iPhone, desenhado, desenvolvido e vendido pela Apple Inc. Foi anunciado no dia 9 de março de 2022 no evento "Peak Performance" e é o sucessor direto do iPhone SE de 2020, mantendo as mesmas características físicas do antecessor, porém com o hardware e alguns recursos do iPhone 13, como o processador Apple A15 Bionic, seguindo assim, o mesmo conceito da primeira geração, que possuía o design similar ao do iPhone 5s, porém, incorporando os recursos de hardware do iPhone 6s. 

## Antecedentes
Em 2021, começaram a surgir rumores que a empresa estaria planejando lançar a terceira geração do iPhone SE em 2022, mantendo as mesmas características da versão de 2020, porém com suporte ao 5G. Também houve informações de um possível design semelhante ao do IPhone XR, que logo não se confirmaram, e até mesmo de uma diminuição de valor em relação ao SE2.

## Anúncio
O aparelho foi apresentado em 9 de março de 2022, durante o evento "Peak Peformance". Foram disponibilizadas três cores: estelar, meia-noite e a vermelha com a marca Product Red. No mesmo evento, a empresa anunciou que a pré-venda nos Estados Unidos começaria em 11 de março e as vendas uma semana depois, com preços a partir de US$ 429.
Já no Brasil, o aparelho terá os seguintes preços:
- 64 GB – R$ 4.199
- 128 GB – R$ 4.699
- 256 GB – R$ 5.699

## Especificações
O iPhone SE 2022 não teve mudanças visuais em relação a versão anterior, mantendo o design incorporado desde o iPhone 8.
No hardware, o aparelho conta com o mesmo chip da linha iPhone 13 — o Apple A15 Bionic, com o Neural Engine 16 núcleos — além de contar com a possibilidade de conexão com as redes 5G. A bateria passou a ser maior nessa geração, tendo 2018mAh. Os outros recursos da geração anterior, como carregamento sem fio através do padrão Qi e rápido através de um carregador vendido a parte, WiFi 6, Bluetooth 5.0, e suporte a dois chips, sendo um chip físico e outro eSim continuaram.